# Rochelle (Georgia)
Rochelle es una ciudad ubicada en el condado de Wilcox en el estado estadounidense de Georgia. En el año 2000 tenía una población de 1.415 habitantes.

## Geografía
Rochelle se encuentra ubicada en las coordenadas 31°56′56″N 83°27′14″O / 31.94889, -83.45389 (31.948993, -83.453875).
Según la Oficina del Censo, la localidad tiene un área total de 4,9 km² (1,9 mi²), de la cual 4,9 km² (1,9 mi²) es tierra y 0 km² (0 mi²) (0.00%) es agua.

## Demografía
Según la Oficina del Censo en 2000 los ingresos medios por hogar en la localidad eran de $21,923, y los ingresos medios por familia eran $27,250. Los hombres tenían unos ingresos medios de $26,607 frente a los $19,250 para las mujeres. La renta per cápita para la localidad era de $12,929. 